# Jacques Salze
Jacques Salze (* 20. April 1987 in Montpellier) ist ein französischer ehemaliger Fußballspieler.

## Karriere
Salze wuchs in Montpellier auf und spielte in seiner Jugend in der Juniorenmannschaft des lokalen Profiklubs HSC Montpellier. Anschließend war er zwei Jahre lang beim FC Sète, ehe er in die Jugendabteilung der AS Cannes wechselte. Bei Cannes wurde er 2005 mit 18 Jahren in die Drittligamannschaft aufgenommen. Bereits in seiner ersten Spielzeit kam er auf regelmäßige Einsätze und weckte dabei das Interesse des Zweitligisten US Créteil, von dem er im Sommer 2006 verpflichtet wurde. Am 29. September 2006 stand er beim 1:0 in der Zweitligapartie gegen den FC Istres über die vollen 90 Minuten auf dem Platz und erreichte so sein Profidebüt. Fortan lief er regelmäßig für Créteil auf, mit dem er 2007 den Abstieg in die dritte Liga hinnehmen musste. Obwohl der Verein zunächst nicht wieder aufstieg, konnte der Spieler 2009 in die zweithöchste französische Spielklasse zurückkehren, als er zu Clermont Foot ging. Auch in Clermont erhielt Salze einen Stammplatz.